# Luis Saritama
Luis Fernando Saritama (Loja, 20 oktober 1983) is een voormalig Ecuadoraanse profvoetballer.

## Clubcarrière
Saritama is een middenvelder die op 17-jarige leeftijd debuteerde in het eerste elftal van Deportivo Quito. Van 2000 tot 2004 speelde hij voor Deportivo Quito en na één seizoen bij Alianza Lima keerde hij weer terug naar Quito. Na het WK voetbal 2006 tekende Saritama bij UANL Tigres in Mexico waar hij één seizoen bleef. Hij werd verkocht aan Club América dat hem na een half jaar alweer verhuurde aan opnieuw Alianza Lima.

## Interlandcarrière
Saritama doorliep alle nationale jeugdteams en was geregeld aanvoerder van deze teams. Zijn eerste interland voor het A-team speelde hij op 11 juni 2003 tegen Peru. Hij maakte deel uit van de selectie voor het WK voetbal 2006 maar kwam niet in actie tijdens dit toernooi. Saritama speelde 50 officiële interlands, waarin hij niet tot scoren kwam.

## Erelijst
Deportivo Quito
- Campeonato Ecuatoriano

2008, 2009, 2011